# Rudolph Puggaard
Pour les articles homonymes, voir Puggaard.
Rudolph Puggaard (7 janvier 1818 - 9 décembre 1885) est un marchand, armateur, industriel et banquier danois, mécène et philanthrope.

## Biographie
Rudolph Puggaard est né le 7 janvier 1818 à Copenhague . Son père, Hans Puggaard, fonde en 1813 la société H. Puggaard & Co. Sa mère, Bolette Puggaard, née Hage, est artiste-peintre et la fille de Christopher Friedenreich Hage, un marchand prospère de l'île de Møn. 
Rudolph Puggaard est diplômé de l’École de la Cathédrale de Roskilde en 1837 puis suit une formation à Hambourg et à Londres. Il obtient sa licence de marchand en 1856.
De retour au Danemark, Puggaard rejoint la succursale de Nakskov de l'entreprise de son père. À partir de 1842, il devient associé au siège social à Copenhague où il atteint peu à peu une position de directeur aux côtés de son oncle, Alfred Hage. À la mort de ce dernier, il devient seul dirigeant de l'entreprise. 
Rudolph Puggaard fonde la société Det kjøbenhavnske Skibsrederi (Compagnie maritime de Copenhague) qui exerce les activités d'armateur du groupe. Il achète également la raffinerie de sucre Phønix, fondée par la Société Africaine Danoise en 1657, et loue à William Axel Tutein la raffinerie de sucre Helsingørsgade. Puggaard revend cependant ultérieurement ses raffineries de sucre aux nouvelles usines de sucre danoises. 
Rudolph Puggaard diversifie les activités du groupe vers la banque et l’assurance. Il est cofondateur de Nye danske Brandforsikring (Nouvelle Assurance incendie danoise) ainsi que de Kjøbenhavns Private Laanebank (Banque de prêts privée de Copenhague), dont il est le président depuis sa fondation jusqu'à sa mort, de même que de la Brasserie Tuborg.
Il exerce diverses tâches officielles, telles que celles de membre du conseil municipal de Copenhague en 1862-75, de juge consulaire au Tribunal maritime et commercial en 1862-67 et de membre de la Société des Grossistes en 1876-85. Il est décoré de l'Ordre du Dannebrog en 1869.
Il meurt le 9 décembre 1885. Sa société est liquidée après sa mort. Trois enfants lui survivent: Bolette Puggaard (1844-1929), mariée au compositeur Emil Hartmann; Hans Puggaard (1845-1903), homme d’affaires comme son père; et Signe Puggaard (1847-1899), épouse du banquier Henry Tegner et mère du sculpteur RudolphTegner. Une fille de Rudolph Puggaard, Marie Puggaard (1854-1877), est décédée jeune. Emil Hartmann compose une cantate pour chœur et piano pour les Noces d'argent de Rudolph et Signe Puggaard en 1868. 

### Vie privée
Rudolph Puggaard épouse Casperfine Andresine (Signe) Andréa Brandt le 19 juillet 1843 à l'église de Stege. Elle est la fille adoptive du skipper Claus Hansen Brandt (1793-1859) et de Christiane Brandt, née Kisky. Ses parents biologiques sont le pilote Kaspar Andréa (1796-1824) et Anne Danielsdatter. 
La famille Puggaard vit au Palais Schimmelmann (aujourd'hui le Palais Odd Fellows) à la Bredgade à Copenhague. En 1851, Rudolph Puggaard reprend - après le décès de son frère, le géologue Christopher Puggaard - le manoir Hjuleberg au Halland, en Suède. Il charge alors le jeune Thorvald Bindesbøll (après le décès prématuré du père de celui-ci, l’architecte Michael Gottlieb Bindesbøll), de la conception d'un nouveau bâtiment principal qui est construit en 1882-1885.
Puggaard est, comme ses parents, un fervent amateur d’art. Il aide financièrement de nombreux peintres de l’âge d'or danois, dont il possède une collection exceptionnelle. Sa demeure Krathuset à Ordrup, construite par Michael Gottlieb Bindesbøll, est ornée de fresques de Christen Købke et Jœrgen Sonne. 
Rudolph Puggaard soutient également sans compter diverses institutions caritatives, parmi lesquelles «de Puggaardske legater».

## Sources
- Kirsten Nørregaard Pedersen, Pompejanske Rumudsmykninger i 1800-tallets Danmark, bt I-III, Rhodos
- Sys Hartmann, 50 palaeer og landsteder, Gyldendal, 1976, p. 48, 127-130
- Heinrich Lehmann, Hans Puggaard, Et Hundredaars Mindeskrift, Reitzels Forlag, 1888
- Marianne Saabye, Puggaardske studier, in: Meddelelser fra Thorvaldsens Museum 1978, p. 72-116
- Bodil Neergaard, Minder fra Fuglsang: Mennesker jeg mødte gennem et langt Liv (Erindringer) , 1944
- Bodil Neergaard, Spedte træk af mit liv (Erindringer) , 1941
- Bodil Neergaard, Hendes Slægt og Virke, Skildret af Familie og Venner , 1948
- Helena Nyblom, Livsminder fra Danmark, Koebenhavn, Ashehoug, 1923